# Arteria vertebral
Las arterias vertebrales son unos de los principales vasos sanguíneos del cuello. Tienen origen en las arterias subclavias y se desarrollan en una porción extracraneal y otra intracraneal. En su porción intracraneal distal, se unen a su contralateral para dar origen al tronco basilar, por esta estrecha relación anatómica y fisiológica se las considera integradas en un sistema vertebro-basilar.

## Descripción
Es la primera rama de la arteria subclavia y surge de la zona posterosuperior de la primera porción de este vaso. Está rodeada por un plexo nervioso de fibras que proceden del ganglio cervical inferior del sistema nervioso simpático. Su recorrido se puede dividir en cuatro partes:
- La primera porción se dirige hacia arriba y hacia atrás entre los músculos largo del cuello y escaleno anterior. Delante se encuentran las venas yugular interna y vertebral y se cruza con la arteria tiroidea inferior, además de con el conducto torácico en el caso de la arteria vertebral izquierda. Detrás están las apófisis transversas de la vértebra C7, el tronco simpático y su ganglio cervical inferior.[2]
- La segunda porción se dirige hacia arriba a través de los agujeros de las apófisis espinosas de las seis primeras vértebras cervicales y está rodeada por ramas del ganglio cervical inferior y un plexo de venas que se unen para formar la vena vertebral en la zona baja del cuello. Se sitúa delante de los troncos de los nervios cervicales y discurre de forma casi vertical hasta la apófisis espinosa del axis, sobre la cual se dirige hacia arriba y lateral hasta el foramen de la apófisis transversa del atlas.[2]
- La tercera porción comienza en este agujero de la vértebra atlas en la zona interna del músculo recto lateral de la cabeza, donde se curva hacia atrás por detrás de la apófisis articular superior del atlas, pasando la rama anterior del primer nervio espinal cervical por su lado medial. Entonces transcurre por el surco de la superficie superior del arco posterior del atlas y entra en el canal espinal pasando por debajo de la membrana atlantooccipital posterior. Esta parte de la arteria está cubierta por el músculo complejo de la cabeza y está contenida en el triángulo suboccipital. El primer nervio cervical o nervio suboccipital se encuentra entre la arteria y el arco posterior del atlas.[2]
- La cuarta porción perfora la duramadre y se inclina medialmente hacia la zona anterior de la médula oblongada. Se encuentra entre el nervio hipogloso y la raíz anterior del primer nervio cervical y por debajo de la primera digitación del ligamento dentado. En el borde inferior de la protuberancia se une con la arteria vertebral contralateral para formar la arteria basilar.[2]

## Ramas
En la porción transversa o cervical:
- Rama raquídea.
- Rama muscular.

En la porción intracraneal:
- Arteria raquídea anterior. No presenta ramas y se distribuye hacia la médula espinal.
- Rama cerebelosa inferior posterior y sus ramas.

## Distribución
Se distribuye hacia los músculos y vértebras del cuello, la médula espinal, el cerebelo y el cerebro interno.